# Comuna Udîci, Teplîk
Udîci (în ucraineană Удич) este o comună în raionul Teplîk, regiunea Vinnița, Ucraina, formată din satele Cervonîi Kut și Udîci (reședința).

## Demografie
Componența lingvistică a satului Udîci
     Ucraineană (98,51%)
     Rusă (1,19%)
     Alte limbi (0,2%)
Conform recensământului din 2001, majoritatea populației satului Udîci era vorbitoare de ucraineană (98,51%), existând în minoritate și vorbitori de rusă (1,19%).